# A key to the Eucalypts
A key to the Eucalypts (abreviado Key Eucalypts) es un libro con ilustraciones y descripciones botánicas que fue escrito por el botánico y explorador australiano especialista en taxonomía de los eucaliptos William Faris Blakely y publicado en el año 1934 con el nombre de A key to the eucalypts: with descriptions of 500 species and 138 varieties, and a companion to J. H. Maiden's Critical revision of the genus Eucalyptus.